# John Coltrane with the Red Garland Trio
John Coltrane with the Red Garland Trio (conosciuto anche come Traneing In) è il terzo album di John Coltrane con il trio di Red Garland, pubblicato dalla Prestige Records nel 1958.

## Descrizione
Il disco fu registrato il 23 agosto 1957 nello studio di Rudy Van Gelder a Hackensack, New Jersey (Stati Uniti); nel 1968 venne ristampato con il titolo Traneing In sempre dalla Prestige (num. cat. 7651), con una copertina differente. L'album è stato ristampato in formato compact disc nel 2007 come parte della serie di album rimasterizzati della Concord Music Group curata da Rudy Van Gelder, già curatore di una simile iniziativa per la Blue Note Records.

## Tracce
Lato A
1. Traneing In – 12:34 (John Coltrane)
2. Slow Dance – 5:27 (Alonzo Levister)

Lato B
1. Bass Blues – 7:46 (John Coltrane)
2. You Leave Me Breathless – 7:23 (Ralph Freed, Friedrich Hollaender)
3. Soft Lights and Sweet Music – 4:41 (Irving Berlin)

## Musicisti
- John Coltrane - sassofono tenore
- Red Garland - pianoforte
- Paul Chambers - contrabbasso
- Art Taylor - batteria